# Екимовский, Виктор Алексеевич
Ви́ктор Алексе́евич Екимо́вский (12 сентября 1947, Москва, СССР — 6 января 2024, там же, Россия) — советский и российский композитор, музыковед и музыкально-общественный деятель: секретарь Союза композиторов России, член Правления Союза московских композиторов, с 1996 года Председатель Ассоциации современной музыки, организатор конференций и фестивалей («Страсти по поставангарду», «Музыка русского зарубежья», «К 10-летию Ассоциации современной музыки»), консультант на мастер-классах (Иваново — 1983—1984, Кишинёв — 1998, Македония — 2001, Москва-Руза — 2003—2010). Заслуженный деятель искусств Российской Федерации (2003).
В. А. Екимовский имел репутацию «неукротимого новатора» и сторонника экспериментов. Он один из самых исполняемых современных композиторов и один из виднейших представителей отечественной композиторской школы, сформировавшейся в конце XX столетия и продолжающей активную деятельность в XXI веке. Произведения композитора пользуются широким признанием российской и зарубежной публики, их исполняют известные отечественные и европейские солисты, ансамбли и оркестры.

## Биография
Виктор Екимовский родился в московской семье, не имевшей отношения к музыке, хотя оба родителя имели высшее образование: отец был военным, а мать — медиком. Музыкальные занятия Виктор начал с шести лет, в Детской музыкальной школе № 2 Фрунзенского района Москвы (ныне ДМШ имени Вано Мурадели). В музыкальную школу родители отдали не потому, что у ребёнка проявились какие-то особые таланты, но в семье сочувственно относились к музыке. С первых классов у Виктора сложился «комплекс отличника». Четвёрки в дневнике приводили к психологическим травмам, а сам по себе «дух музыки» почти полностью сводился к нудным упражнениям Майкапара и Черни. При том ребёнок обладал абсолютным музыкальным слухом, а потому отдушиной для него были только уроки сольфеджио. К шестому классу школы созрело решение бросить музыку, и тогда только твёрдая воля родителей и первые попытки сочинительства (1960 год: фортепианные пьесы «Полька», «Ноктюрн» и песенка «Лыжная прогулка») заставили Виктора продолжить обучение и закончить музыкальную школу.:9-11
Спустя год после окончания музыкальной школы, Екимовский поступил в Гнесинское училище. Первое знакомство с творчеством Сергея Прокофьева заставило более серьёзно отнестись к сочинительству. Со второго курса училища Екимовский начал посещать факультативные занятия по композиции. Закончив Гнесинское училище с красным дипломом и получив отрицательный отзыв приёмной комиссии Консерватории, Виктор Екимовский затем поступил в Гнесинский институт на историко-теоретико-композиторский факультет — по воле случая, в класс Арама Хачатуряна. Уважение к учителю очень скоро испарилось из-за его крайне отсталой эстетики и консервативных музыкальных вкусов.:24 Уже тогда Виктора Екимовского от прочих студентов отличала живейшая склонность к экспериментам, хотя ещё робким. Знакомство с музыкой Веберна, Пендерецкого, Лютославского, Онеггера приводит к творческому кризису и пересмотру позиций. 1967-1969 год проходят под знаком медленных размышлений и вызревания «новой музыки».:23-29

 «Диссидентом от искусства я стал гораздо раньше <…> Первые идеологические трения с моим композиторским начальством возникли в том же 1969 году. Оно и неудивительно, ведь именно этот год знаменует наступление качественно иного этапа в моей творческой биографии. В музыкальном мышлении Екимовского произошёл, наконец, долгожданный и можно сказать революционный переворот: мне привиделись новые идеи, послышались новые средства, и открылась новая техника. Другими словами, я ВЫШЕЛ К НОВОЙ МУЗЫКЕ. Этот выход был документально зафиксирован новой стартовой нумерацией, а для пущего эффекта — и качественно иным жанровым определением новых творений: отныне они будут называться композициями.<…> К первым произведениям „композиционной“ эры я сразу предъявил жёсткое и обязательное требование: каждое из них должно обладать новой и оригинальной конструктивной идеей, основанной, по возможности, на экспериментальных музыкальных средствах».:34— (Виктор Екимовский, «Автомонография»)
В этих словах в сжатой форме содержится творческое лицо и авторское кредо композитора Екимовского на оставшуюся жизнь. Творческий кризис был пройден. К концу 1969 года список «новых композиций» насчитывал уже четыре номера. Первый авторский концерт Екимовского состоялся 3 декабря 1970 года в Камерном зале Гнесинского института. На нём были исполнены Композиции 1,2,5 и 7.:41 К этому же времени относится и начало более серьёзных занятий музыковедением.

 «Поначалу музыковедение было для меня чем-то вроде игры: если я узнавал что-либо новое и интересное из бесконечного мира музыки, мне хотелось своими знаниями с кем-нибудь поделиться <…> Потом отношение стало серьёзней. Видимо, жажда получения настоящих профессиональных навыков и привела меня к мысли о музыковедческом классе, тем более я видел совершенно уникального педагога, у кого можно было многому научиться — Константина Константиновича Розеншильда (к счастью, он от меня не отказался, хотя студентов-дипломников брал крайне редко)».:44 
Именно Розеншильд впоследствии и подтолкнул Виктора Екимовского к основной теме его музыковедческих исследований (и диссертации) — Оливье Мессиану… Несомненно, нужно было обладать большой смелостью и мужеством, чтобы в обстановке всеобщего осуждения мессиановского формализма начала 1970-х годов, отважиться на дипломную работу об этом заведомо «порочном композиторе». В данном случае рисковали оба: и студент, и его научный руководитель.:45-46 Защита диплома прошла на «отлично», хотя в день сдачи экзамена Розеншильд очень нервничал и слёг с инфарктом. Спустя 8 лет Виктор Екимовский посвятил учителю свою (первую в СССР) монографию о Мессиане. В 1983 году Екимовский защитил в Ленинградской консерватории диссертацию на звание кандидата искусствоведения по теме «Оливье Мессиан. Проблемы эстетики и стиля» (научный руководитель Г. Т. Филенко).
Однако далеко не всё так гладко получилось с дипломом композиторским. Экзаменационной комиссии Екимовский представил своё алеаторическое сочинение «Sublimations» или «Переходы» (один из первых опытов в СССР, наряду со Шнитке, Пяртом и Сильвестровым). Разумеется, что «недопустимое по стилю» сочинение (и вместе с ним студент Екимовский) не было допущено к исполнению симфоническим оркестром и выпускному экзамену. Наскоро написав «взамен» отвергнутой другую, впрочем, ничуть не менее экспериментальную Композицию 9 («Лирические отступления» с коллажами из музыки Малера, Барбера, Брамса и Чайковского), Екимовский рисковал ничуть не меньше. И только рекомендательная записка Хачатуряна из больницы и его заступничество на экзамене (не хотел портить выпуск) спасла положение. Негласная «композиторская субординация» не позволила раздражённым композиторам-преподавателям пойти против воли корифея советской музыки. Получив отличную оценку на экзамене 12 июня 1971 года, Екимовский, тем не менее, (в качестве реванша) не получил рекомендации в аспирантуру.
Отработав по распределению два месяца в музыкальном училище города Орла, Виктор Екимовский отслужил один год в армии по призыву (потерянное время), затем снова вернулся в Орёл и преподавал там ещё полгода. Затем три года преподавал в ГИТИСе, одновременно подрабатывая на радио (делая радиопередачи «Музыкальный глобус»). К началу 1974 года снова начали появляться «Композиции» и понемногу разворачиваться концертная деятельность Екимовского. Именно этим годом датировано его знаменитое «Balletto» (произведение в жанре инструментального театра) для дирижёра и ансамбля (Композиция 14) — впервые «показанное» Марком Пекарским, очень скоро оно стало одним из самых исполняемых сочинений Екимовского, (за 35 лет выдержало более 150 представлений). Благодаря поддержке Альфреда Шнитке и Эдисона Денисова, а также телефонному звонку Арама Хачатуряна, в 1974 году Екимовскому (опять не без сложностей и скандала) удалось вступить в Московское отделение Союза композиторов.
Три ленинградских года (1975-78) были посвящены написанию диссертации по Оливье Мессиану и восполнению внутренних культурных пробелов. Екимовский много читает: Гессе, Кафка, Булгаков и, главное: Фрейд и Ницше. Главная «Композиция» этих лет «Иерихонские трубы» для 30 медных инструментов. В качестве отклика на внутренний диалог с Ницше чуть позже будет написано «Вечное возвращение» («Die ewige Wiederkunft»). В 1979 году по следам диссертации появилась книга о Мессиане (была издана на восемь лет позднее) и «Бранденбургский концерт» (Композиция 28). Концерты и исполнения произведений в эти годы можно пересчитать по пальцам. И только начиная с 1980 года, публичная картина постепенно начала изменяться. Екимовского исполняют с каждым годом всё чаще и шире. Среди городов, где проходили его концерты: Ленинград, Москва, Свердловск, Новосибирск, Баку, Тбилиси, Ереван, Таллин, Вильнюс и «даже» Белград. Одновременно понемногу нарастали и проблемы с официальными композиторскими организациями. За Екимовским прочно закрепилась репутация «формалиста первого разряда» и консервативное противодействие его концертам нередко приводило к отмене многих гастролей, выступлений или записей. Вместе с тем, пользуясь лабиринтами «эпохи застоя позднего социализма» Екимовскому иногда удавалось даже получать министерские заказы на музыку. Также он оформил своими сочинениями несколько кукольных спектаклей и мультфильмов для взрослых. Число опубликованных к тому времени музыковедческих работ перевалило за 40, а в 1987 году выходит из печати долгожданная монография о Мессиане. С 1984 года Виктор Екимовский начинает вести творческие семинары для молодых композиторов. В разных концах страны появляются люди, называющие себя его учениками.:120-123
1980-е годы прошли под знаком «верности авангарду» и непрерывному новаторству. Почти каждый опус Екимовского необходимым образом представляет собой «индивидуальный проект». Наиболее значительные сочинения этого времени: «Мандала» (1983), исполненная и записанная в Югославии, «В созвездии Гончих Псов» (1986). Но не только противодействие академических и советских кругов было помехой на пути признания. Всё поколение Екимовского, словно бы запоздав родиться на 10-15 лет, оказалось в тени «великой троицы», своих предшественников советского музыкального авангарда.

 "Мой пример никоим образом не следует считать исключительным — уверен, что все мои коллеги также тихо бродили вдоль глухого денисово-шнитке-губайдулинского забора. Притом, что многие достижения этой бродячей молодой поросли, говоря объективно, были вполне сравнимы с достижениями мэтров. <…> Но ничто не вечно под луной — самые стойкие оловянные солдатики дождались-таки своего часа, когда волею судеб в середине 90-х годов Денисов оказался в Париже, Шнитке в Гамбурге, а Губайдулина в Аппене. <…> В отсутствие «великих» быстро зацвели Вустин, Раскатов, Тарнопольский, Каспаров, перепало что-то и на мою долю. Правда, я зацвёл чуть раньше, и если быть точным, то с 1993 года, а ещё точнее — с московской премьеры фортепианой «Лунной сонаты».:183
Началом своей «большой известности» сам Екимовский считает 16 ноября 1993 года, когда на концерте в рамках фестиваля «Московская осень» была исполнена его «Лунная соната».:156-157 Через день в Коммерсантъ-DAILY появилась статья: «Джульетта Гвиччарди отвергла Бетховена. А полюбила бы она Виктора Екимовского?» Особенно характерным и удивительным кажется не ослабевающий с возрастом творческий поиск и желание непрерывных «перемен». Именно в эти годы окончательно складывается репутация Екимовского, как «одного из самых ярких представителей „левого“ экспериментального крыла российской музыки».:160-161 Начиная с 1991 года Виктор Екимовский входит в число широко исполняемых в Европе современных российских композиторов. В 1993 году во Франции вышел его первый авторский диск.
В 1990 году двенадцать молодых (сорокалетних) композиторов провозгласили воссоздание некоего «элитного подразделения» московских композиторов, исторически знаменитого АСМ’а (Ассоциации Современной Музыки, известной с 1923 года и связанной ещё с именами Мосолова, Рославца, Дешевова, Шостаковича и Щербачёва). С самого начала воссоздания АСМ’а Екимовский стал одним из активных участников, а после смерти Эдисона Денисова в 1996 году «унаследовал» от него кресло Президента ассоциации.:204
Самые значительные сочинения 90-х годов: «Симфонические танцы» (Композиция 61, 1993), «27 разрушений» (Композиция 65, 1995), «Лебединая песня» (Композиция 72, 73 и 74, 1996), «Эффект Допплера» (виртуальная Композиция 75, 1996), «Vers libre» (Композиция 79, 1999). В 1997 году впервые было опубликовано и главное литературное произведение Екимовского: «Автомонография», оригинальное название которого полностью соответствует его содержанию (второе, дополненное издание «Автомонографии» вышло десять лет спустя, в 2008 году).
С 2000 года Екимовский редактирует издание собрания сочинений в 150 томах Дмитрия Шостаковича, предпринятое его вдовой Ириной и издательством DSCH,:339 а также является редактором нескольких европейских музыкальных издательств. Виктор Екимовский продолжает активно работать и как музыковед — к концу 2000-х годов в его активе уже более сотни статей о музыке XX века, опубликованных в России и Европе. Сохраняя молодой и любопытный характер, Екимовский живо интересуется и музыкой, и литературой. Среди наиболее близких и интересных для себя современных авторов он называет следующие имена: Николай Корндорф, Сергей Павленко, Фарадж Караев,:359 Игорь Кефалиди, Юрий Ханон.:291
В 2000-е годы Виктор Екимовский — один из признанных лидеров новой русской музыки, а также один из самых известных современных композиторов и музыкально-общественных деятелей. Его сочинения регулярно исполняются в Москве и других городах России, а также за рубежом. Композитор является непременным участником практически всех отечественных музыкальных фестивалей, а также многих зарубежных. Большинство сочинений Екимовского издано и записано на грампластинки или компакт-диски. Прежде всего известны его симфонические и камерно-инструментальные произведения. Именно в них композитор выступает как серьёзный концептуальный художник и в то же время искатель нового музыкального языка.. Наиболее значительные сочинения этого времени: «Attalea princeps» (2000), «Раффлезия» (2002), «Сиамский концерт» для двух фортепиано (2005), «Тризна по Финнегану» (2007)… — По основному замыслу композитора, самым последним его сочинением должна стать «Композиция 100», которую он написал в 2017 году, после чего сказал: «Всё! — достаточно, эксперимент закончен, Dixi»:352. Этот поступок и стал его последним экспериментом.
Скончался 6 января 2024 года на 77-м году жизни в Москве.

## Творческое лицо

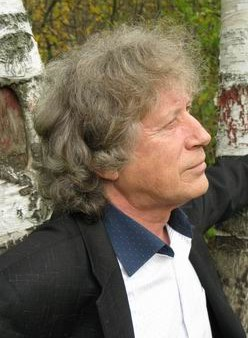
Виктор Екимовский, 2009

Прежде и превыше всего, Виктор Екимовский — музыкальный конструктор и изобретатель. Он считает, что особый вклад, уникальность и новаторство — вот есть высшая мера оценки творчества всякого художника.:291 Именно этой меркой он постоянно мерит и себя, и окружающих. Для каждого сочинения Екимовский придумывает (или старается придумать) принципиально новую главную идею, зерно или образ, часто выражаемый в названии, которое сделает это сочинение не похожим ни на что. В этом плане он является сознательным и последовательным врагом всех академистов, школьников и учителей, чётким антиподом Римского-Корсакова, который в таких случаях говорил: «Это совсем не страшно, когда музыка на что-то похожа, гораздо хуже — когда она не похожа ни на что». Но Виктор Екимовский как раз считает, что в идеале каждое следующее сочинение и должно быть «ни на что не похоже», в том числе и на предыдущее, и, желательно, даже на самоё себя. Однако идеала удаётся достигнуть далеко не каждый раз. Пользуясь его собственным критерием, из сотни произведений Екимовского «ни на что не похожими» можно признать только десятка два. Всю современную себе новую музыку композитор разделяет на три направления — «стилистическая, всестилистическая, внестилистическая». Самого себя Екимовский относит к «честной стилистической серединке». При этом он понимает стиль не как тип мышления, а типичный инструмент достижения цели: некий «набор технических средств». Изобретение и конструирование последних, (желательно, всякий раз заново) и вызвано его желанием «никогда не повторяться», в каждом сочинении создавая «индпроект». По существу именно это и есть для него композиторская работа, творчество придумывания оригинальных «ходов» или «избегания» известных решений. «Каждый опус должен иметь свою особенную смысловую, сюжетно-содержательную и технологическую характерность… Произведение как принципиально не повторное, неповторяемое и неповторимое явление»:312. Вот примерный список собственного творческого «маневрирования» (или лавирования), который сам Виктор Екимовский приводит в качестве примера «технологической характерности» своих сочинений (здесь без названий, только номера):

«Композиция 1 — атематизм, Композиция 2 — додекафония, Композиция 4 — темповая строка, Композиция 5 — атонализм, Композиция 7 — алеаторика, Композиция 8 — монофактурность, Композиция 9 — коллаж, Композиция 13 — микрополифония, Композиция 14 — инструментальный театр, графическая музыка, Композиция 15 — quasi-пуантилизм, Композиция 24 — сонористика, Композиция 28 — quasi-стилизация, Композиция 30 — китч, Композиция 32 — модальность, сериализм в алеаторике, Композиция 39 — медитация, Композиция 40 — стабильные и мобильные константы, Композиция 43 — политемповость, Композиция 44 — минимализм».:152
Вот такой композиторский «слалом»: от сочинения к сочинению. Бегло перечисляя собственные «композиции», ради яркости и точности примера Екимовский выделяет из них какой-то один (главный) технологический принцип формирования материала. Именно эта контрастная мозаика, по мнению композитора, и составляет уникальность, единичность и принципиальную неповторность каждого следующего сочинения. В интервью музыковеду Анне Амраховой он говорит об этом предельно просто и прямо:

«Эксперименты — моя страсть… В каждом произведении свой стиль. <…> Более всего здесь подходит термин панстилистика (или „всестильность“). <…> Когда задумывается сочинение, задумываются и определенные художественные средства, а средства порождают стиль. Поскольку средства я стараюсь применять, по возможности, всегда разные, то и стилистика одного сочинения будет отличаться от стилистики другого».
Как-то раз, беседуя о философии, Виктор Екимовский высказался в том смысле, что в истории всякой науки можно выделить с одной стороны академистов-систематиков, накапливающих знание и, с другой стороны, величайших гениев, разрушающих прежние основы. Например, если Фихте, Кант или Гегель типичные накопители, они несут в себе виртуозное владение философским материалом, знанием, манипулируют философскими методами, системами и принципами, демонстрируя замечательную строгость мысли и исторического знания, то Шопенгауэр, Кьеркегор и Ницше — это подлинный взрыв, направленный против академической философичности. И если попытаться условно разделить композиторов на первых и вторых, то место Екимовского окажется среди тех, кто не приемлет никакого академизма и дидактики. Однако целью его является не столько «разрушение», как это было у Ницше или Шопенгауэра, но, скорее, постоянное бегство или «неприсоединение». Именно эту черту можно считать основной и краеугольной в психологии творческой личности Виктора Екимовского: избегание повторений и как средство — постоянный эксперимент. Эту черту (освещая её несколько с иной стороны) отмечал и один из его самых близких друзей, Николай Корндорф.

«… в нашей музыке нет другого композитора, у которого бы буквально каждое сочинение несло новую композиционную идею. Сегодня, когда практически все наши авторы (даже самые великие) занимаются самоповторами или же повторяют других, твоя постоянная заряженность на новую идею, на новое решение выглядит героизмом».:85-86— (Николай Корндорф, письмо от 5 сентября 1987.)

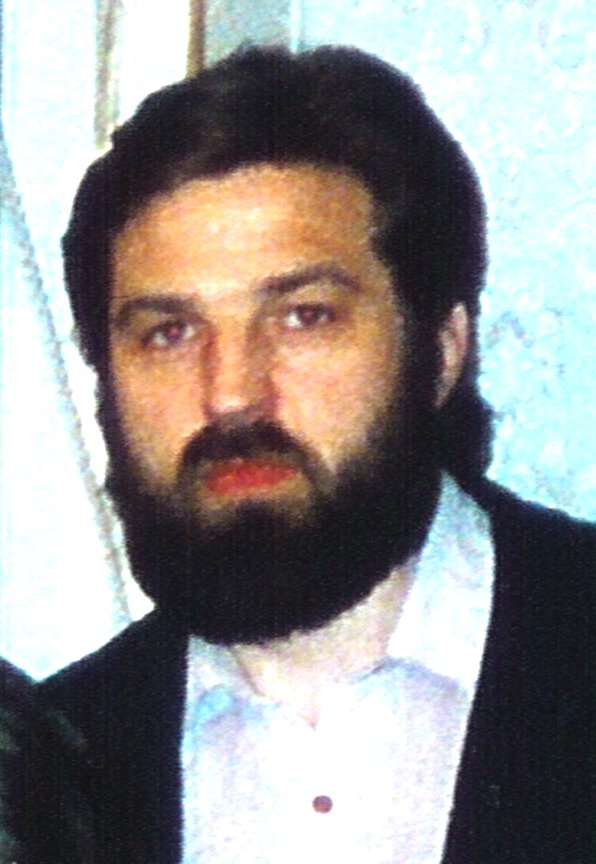
Николай Корндорф, 1990.

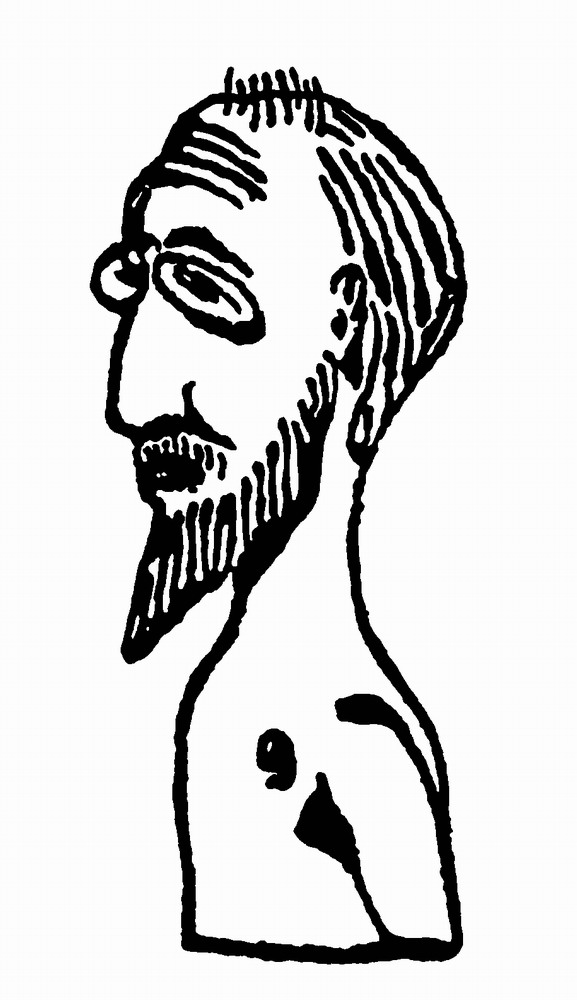
Эрик Сати, автопортрет, 1913 год

Эта достаточно редкая психологическая черта: избегание повторений и постоянное маневрирование в определённой мере роднит Виктора Екимовского с легендарным французским новатором и скандалистом начала XX века, Эриком Сати. В своей статье 1920 года «Нет казарме», он писал: «Прошу иметь в виду: не существует никакой школы Сати. Так называемый Сатизм просто не смог бы существовать. Именно во мне он нашёл бы своего первейшего и непримиримого врага. В искусстве не должно быть никакого поклонения и рабства. В каждом своём новом произведении я намеренно сбиваю с толку своих последователей: и по форме, и по сути». Почти аналогичным образом высказывается и поступает и сам Виктор Екимовский, каждым своим новым сочинением словно «сбивая с толку» и настойчиво дезориентируя не только своих последователей, но даже и самого себя. Весь творческий мир он делит на четыре условных категории, три из которых можно с некоторой натяжкой отнести к композиторам, в той или иной мере ориентированным на некие стилевые традиции и стереотипы. Четвёртым, обособленно стоящим типом является он сам, Виктор Екимовский:

«…тип современного художника, в чьём творчестве в каждом конкретном сочинении воплощаются выбранные только для этого сочинения стилистическая характерность, средства, техника etc. В результате получаются единичные сочинения, которые невозможно повторить и за которыми не может возникнуть какого-либо подражательского направления или школы… Примеры подобных сочинений или замыслов: „Stimmung“ Штокхаузена, „4’33“» Кейджа, неосуществлённая «Мистерия» Скрябина…":86
Подобная позиция не так проста для понимания «нормальных» социально ориентированных людей, обладающих всеми необходимыми клише и стереотипами общественного сознания. Такое особенное качество не только резко выделяет Екимовского из числа современных композиторов и художников, для большинства которых важнейшим является понятие «школы, стиля, узнаваемости и принадлежности», но и вызывает к нему постоянную оппозицию и критику…, причём не только академических кругов, но даже и тех его близких коллег, которые относятся к нему безо всякого предубеждения.

 "Екимовский тем не менее продолжает настаивать на приоритете новизны: «Я твёрдо убеждён в поставленной перед собой творческой задаче: новое должно быть новым во всех мыслимых отношениях». Сам Екимовский, вслед за Николаем Корндорфом, квалифицирует свою позицию как героическую, однако мне эта позиция представляется не столько героической, сколько не до конца продуманной. В самом деле, как можно совместить его абсолютизацию новизны с заявлением самого же Екимовского о том, что уже в 1984 году краеугольная установка авангарда на новизну стала терять актуальность? Следует ли это понимать в том смысле, что производство новизны стало неактуальным? И если это так, то можно ли из этого сделать вывод, что сам Екимовский занимается чем-то неактуальным, то есть второстепенным? <…> Меня же больше занимает его заявление о необходимости «быть новым во всех мыслимых отношениях». Мне кажется, что то, что делает Екимовский, не является «новым во всех мыслимых отношениях», ибо он всего лишь воспроизводит модель создания новизны образца 1960-х годов прошлого века, а это отнюдь не исчерпывает «всех мыслимых отношений новизны»…— (Владимир Мартынов, «Казус Vita Nova», глава 31.)

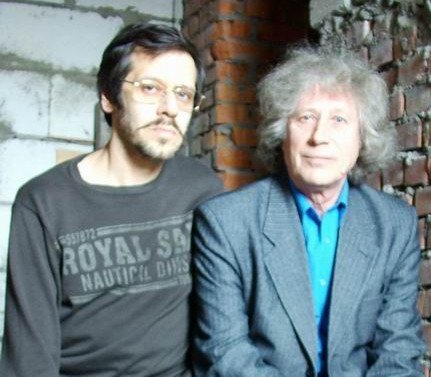
Юрий Ханон и Виктор Екимовский, 2010

Но, тем не менее, именно эта безусловная и настойчивая «особость и отдельность» Екимовского выделяет его в разряд редких и особенных личностей искусства, которых более всего интересует не только собственное творчество, карьера или школа, но также и нечто идейное или идеальное, находящееся «далеко за гранью» собственного профессионального занятия. Именно эта черта парадоксальным образом сближает Виктора Екимовского с его младшим современником, отшельником от искусства, каким является композитор и писатель Юрий Ханон. Подобное родство столь необычно и редко для мира музыки, что бросается в глаза даже стороннему, хотя бы и внимательному наблюдателю. Можно сказать, что Ханон и Екимовский находятся в некоем особом гомологическом ряду идеологов, но только на различной стадии удаления от проблем и задач собственно искусства или обычной композиторской профессии. И если «…опусы Екимовского опровергают как игру в стиль, так и само понятие об авторской музыке; то Ханон вообще отрицает любую музыку, рядом с которой он звучит»…

«Посмотрите сюда: если бы я до сих пор оставался шестнадцатилетним…, если бы я всерьёз считал себя композитором, если бы мне была интересна „новая музыка“, если бы я остался человеком среди людей, в конце концов, если бы я просто остался…, — вот тогда, несомненно, моя фамилия была бы уже вовсе не Ханон, а — Екимовский, не иначе».

## Автомонография
Помимо более сотни музыковедческих работ и монографии о Мессиане, Виктору Екимовскому принадлежит авторство единственного в своём роде труда о самом себе, книги под оригинальным и говорящим названием «Авто-Моно-Графия», свободно сочетающей в себе одновременно признаки монографии, автобиографии, критического и музыковедческого исследования. Сам по себе жанр композиторских (равно как и всяких прочих) мемуаров отнюдь не уникален. Идея «Автомонографии» была подсказана Виктору Екимовскому, по его собственному признанию, прежде всего, двумя предшественниками: «Мемуарами» Берлиоза и «Автобиографией» Прокофьева.:334 Кроме того, автобиографические труды писали многие композиторы. Среди них: Глинка (Записки Михаила Ивановича Глинки, 1854), Вагнер (Mein Leben, 1870), Гуно (Autobiography, 1875), Массне (Mes souvenirs, 1912), Гречанинов (Моя музыкальная жизнь, 1934), Стравинский (Хроника моей жизни, 1935), Мийо (Notes sans muique, 1949), Онеггер (Je suis compositeur, 1951), Айвз (Memos, 1972), Волконский (Автобиография, 1973), Смирнов (Наброски к автобиографии, 1996) и так далее…:356 Однако в «Автомонографии» Виктора Екимовского есть нечто уникальное, отличающее его от прочих исторических примеров. И, как всегда в его творчестве — это главная идея, от которой он оттолкнулся, или, говоря проще, название: уникальное и формообразующее для всей работы. Снова, как в прочих замыслах Екимовского, «в начале было слово, и это слово было» — Автомонография. Роль идеи во всех работах Екимовского едва ли не каждый раз подчёркивает Николай Корндорф.

«Есть отличная, богатейшая идея, но <…> как часто это у тебя бывает, реализация главной идеи оказалась не на уровне самой идеи <…> Тебе не хватило литературного мастерства. Да его и не могло хватить. Ты ведь не писатель, а композитор, и форма книги тоже должна была быть МУЗЫКАЛЬНОЙ, и развитие музыкальное».:280

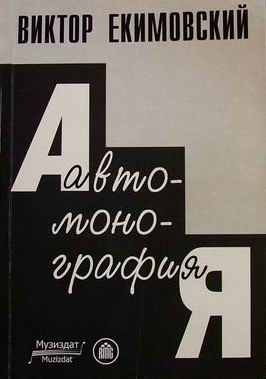
«Автомонография», обложка второго издания

Тем не менее, основную идею книги Екимовский проводит последовательно и точно. Замена в обычном слове Автобиография частички «био» на «моно» — это значит прежде всего подробное и живое жизнеописание его опусов с позиции самого себя, композитора и музыковеда. Фактически, мы читаем некую пожизненную историю творческой сублимации, где каждое произведение подаётся в широком личном и историко-бытовом контексте. Свою задачу автор декларирует в книге дважды — в предуведомлении и постуведомлении:

 «Дозволительно спросить, почему автор свою книгу именует (авто)-монографией? Отвечу, чуть повторяясь, — главным предметом описания здесь является не моя личная биография, но биографии и судьбы моих произведений, и шире — всего творческого наследия (оставленного, как тешит себя всякий автор, в назидание потомкам и обязательно на волшебной бумаге — помните: рукописи не горят?) Конечно, чтобы не оказаться сухим фиксатором-описателем неодушевлённых субстанций, по мере необходимости пришлось оживлять текст интерполяциями историко-биографически-бытового плана, но основа надёжно сохранилась: сочинения, сочинения и ещё раз сочинения».:358
И хотя не менее трети объёма 480-страничного текста занимают факты из личной биографии композитора, изложенные живо и легко, а временами почти эксгибиционистски откровенно, их присутствие, как неизбежных спутников его трудов, вполне оправдано. Эта книга прежде всего о её авторе, а уже попутно — и о его времени. Виктор Екимовский предстает здесь как «прогрессивный композитор», оппонирующий засушенной рутине официальной музыкальной жизни, её центральным фигурам и их чахлой «среднесоветской» музыке. Поэтому ещё одним героем «Автомонографии» стала московская композиторская кухня последних сорока лет, что делает её примечательным документом времени. Книга издавалась дважды. Первое издание, вышедшее в 1997 году, включало в себя три главы. Второе издание, появившееся на десять лет позднее, было дополнено историей новейших годов и, как результат, имело уже четыре главы, написанные в 1980, 1987, 1997 и 2007 годах. В этих главах Виктор Екимовский охватывает всю свою жизнь: как внешнюю, так и внутреннюю. Из книги мы узнаем, на каких концертах, кем и насколько успешно исполнялись его сочинения. Но это не простой перечень. Все концертные, фестивальные и прочие проекты с участием автора предстают у Виктора Екимовского окрашенными явлениями советской и российской культурной жизни, всем им он даёт свою точную и бескомпромиссную оценку. В этом смысле книга — ценный материал для историков отечественной музыки, отпечаток своего времени.

«Екимовский в Автомонографии настолько качественно и добротно описал все свои прожитые 50, вместе со всеми своими опусами, учёбами, друзьями, коллегами, преподавателями, жёнами, подругами и недругами, настолько детально и досконально изложил свои взгляды и воззрения, настолько точно осветил проблемы своей композиционной технологии, содержания и формы, настолько ясно показал суть своей музыкальной философии, что, казалось, раз и навсегда закрыл для музыковедов вопросы собственного творчества, вопросы аналитических исследований и глубокомысленных обобщений». — (Рауф Фархадов, «Виктор Екимовский в зеркале своей «Автомонографии».)
Но есть и ещё одна задача, которую автор ставит перед собой, — «проследить эволюцию композиторского мышления, или даже сформулировать суть концепции, если хотите, философии творчества» Однако с этой задачей он не вполне справляется. «Автомонография» Виктора Екимовского — это скорее история, чем теория его музыки. Автор излагает свои композиционные идеи в произвольной повествовательной манере. Здесь нет схем, графиков, числовых рядов, нотных примеров (за исключением нескольких чисто иллюстративных — первых страниц партитур). Композитор, в течение всей своей жизни склонный к конструктивным новациям, касается их техники только вскользь, поэтому материал его «Автомонографии» невозможно использовать для анализа современных техники композиции, полифонии и инструментовки. При том было бы ошибкой считать эту книгу ортодоксальным научным исследованием и подходить к ней с чисто научной меркой. Как яркий и своевольный художник, Виктор Екимовский во всём, что он делает остаётся прежде всего в широком смысле слова художником и композитором, обладающим независимым и образным мышлением. Именно так и следует оценивать его живую и почти прозрачную книгу. И уж чего в ней нет ни капли: так это самолюбования и бронзовой монументальности. Автор на протяжении всего текста иронизирует и даже издевается не только над своими современниками и коллегами, но и над самим собой, в конце концов, завершая свою книгу прямым ответом на возможные упрёки. «Есть и ещё один аспект, снимающий обвинения в моей мании величия. И вот он, — Умберто Эко однажды сказал: — Литература памяти — это последнее прибежище для бездарностей».:358 По всей видимости, вернее всего было бы считать «Автомонографию» неким суммирующим «музыкальным» произведением Виктора Екимовского, включающим и себя самого, и все остальные произведения.

«После сугубо виртуальных третьей „Лебединой песни“ и „Эффекта Допплера“, а также полувиртуального Скрипичного концерта „Attalea“, следует и Автомонографию внести в число музыкальных Композиций, ибо тексты из этой книжки могут органически вписаться в любой концерт из произведений Екимовского, если зачитывать их (недолго, понятно) в промежутках между реальной музыкой, обозвав всё это дело виртуальной Композицией №…»— (Рауф Фархадов, «Виктор Екимовский в зеркале своей «Автомонографии».)

## Композиции
Свои сочинения Виктор Екимовский заведомо делит на два списка: каталог основных сочинений (Композиций) и каталог прочих сочинений, не являющихся основными по главному критерию его творчества: новизне. Оба полных списка сочинений опубликованы автором в заключительных приложениях к «Автомонографии»:386-409, а также многие сочинения из него можно найти на официальном сайте «композитора композиций». Ниже приведены наиболее значительные из основных произведений Екимовского.
Сочинения для оркестра: 

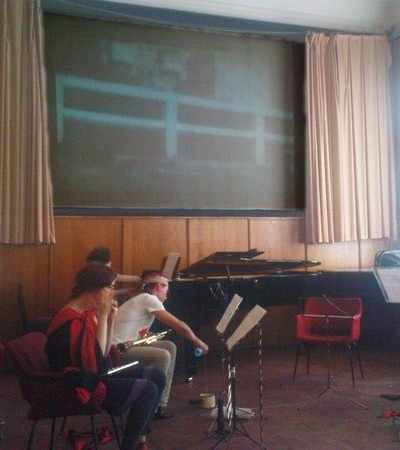
Во время исполнения Композиции 92 «Андалузский пёс» (саундтрек), 2010.

- Лирические отступления для виолончелей soli и симфонического оркестра, (Композиция 9, 1971)
- Sublimations, «Переходы» для симфонического оркестра (Композиция 10, 1971)
- Иерихонские трубы для 30 медных инструментов (Композиция 24, 1977)
- Бранденбургский концерт для камерного оркестра (Композиция 28, 1979)
- Симфонические танцы (Композиция 61, для фортепиано с оркестром, 1993)
- Attalea princeps, концерт для скрипки с оркестром (Композиция 82, 2000)
- Сиамский концерт для двух фортепиано с оркестром (Композиция 89, 2005)
- Аленький цветочек для симфонического оркестра (Композиция 91, 2008)

Камерные сочинения: 
- Трио-соната da camera для скрипки, фортепиано и виолончели (Композиция 8, 1971)
- Ave Maria для 48 скрипок (Композиция 13, 1974)
- Balletto для дирижёра и любого ансамбля (Композиция 14, 1974)
- Камерные вариации для 13 исполнителей (Композиция 15, 1974)
- Квартет-cantabile для двух скрипок, альта и виолончели (Композиция 22, 1977)
- Die ewige Wiederkunft «Вечное возвращение» для бас-кларнета (Композиция 31, 1980)
- Cantus figuralis, Многоголосное пение для 12 саксофонов (Композиция 32, 1980)
- Соната с похоронным маршем для фортепиано (Композиция 33, 1981)
- Мандала для 9 исполнителей (Композиция 39, 1983)
- Стансы для двух скрипок (Композиция 40, 1984)
- В созвездии Гончих Псов для трёх флейт и фонограммы (Композиция 44, 1986)
- Doppelkammervariationen, Двойные камерные вариации для 12 исполнителей (Композиция 51, 1989)
- Лунная соната для фортепиано (Композиция 60, 1993)
- 27 разрушений для ансамбля ударных (Композиция 65, 1995)
- Зеркало Авиценны для 14 исполнителей (Композиция 66, 1995)
- Лебединая песня для струнного квартета (Композиция 72, 1996)
- Эффект Допплера для 100 участников с исполнением на открытом воздухе (Композиция 75, виртуальная, 1997)
- Урок музыки в византийской школе для теноровой блокфлейты (Композиция 76, 1998)
- Vers libre, «Верлибр» для двух фортепиано в четвертитонах (Композиция 80, 1999)
- Бирюльки 24 пьесы для 6 исполнителей (Композиция 83, 2001)
- Раффлезия для фортепиано и 10 исполнителей (Композиция 85, 2002)
- Безумные песни для женского голоса и камерного ансамбля (Композиция 88, 2005)
- Тризна по Финнегану для трёх электро-струнных инструментов (Композиция 90, 2007)